# Tax Justice Network
Das Tax Justice Network (TJN) ist ein unabhängiges internationales Netzwerk, das zu Problemen wie Steuervermeidung, Steuerhinterziehung, Steuerwettbewerb, Finanzintransparenz und Steueroasen arbeitet. Das Netzwerk betreibt Forschung, Beratung und Wissensaustausch mit dem Ziel, das Verständnis für die Probleme zu vergrößern und Reformvorschläge zu entwickeln und zu befördern.
Die Berichte des TJN werden von zahlreichen wichtigen Medien wie New York Times, The Guardian, Washington Post und FAZ zitiert.
Experten des Tax Justice Networks treten zudem bei öffentlichen Anhörungen des Finanzausschusses des Deutschen Bundestags auf und sind in Expertengremien der EU-Kommission vertreten.

## Organisation
Tax Justice Network Limited ist eine in Großbritannien registrierte company limited by guarantee ohne Gewinnerzielungsabsicht (Non-Profit). Geschäftsführender Direktor ist John Christensen. In Deutschland wird das Netzwerk vor allem durch Markus Meinzer vertreten, der TJN auch im Netzwerk Steuergerechtigkeit vertritt.
TJN ist Mitglied in der Financial Transparency Coalition (FTC).
TJN konzentriert sich auf Forschung und Wissensaustausch und macht keine politische Kampagnenarbeit. Es arbeitet aber mit anderen Nichtregierungsorganisationen zusammen und unterstützt diese inhaltlich. Zu diesen gehören unter anderem: Global Alliance for Tax Justice (GATJ), Actionaid, Association for Accountancy and Business Affairs (AABA), Attac, Bretton Woods Project, Christian Aid, Tax Justice Europe, Eurodad, Finance Watch und Oxfam.

## Zielsetzung
Die Organisation will darauf aufmerksam machen, dass den Volkswirtschaften und Staatshaushalten große Geldsummen dadurch entzogen werden, dass Gewinne und Einkommen aus den Ländern, in denen sie erwirtschaftet werden, wegverlagert werden in so genannte "Steueroasen". Sowohl Entwicklungsländer als auch reiche Staaten sind von den resultierenden Mindereinnahmen betroffen, Entwicklungsländer jedoch stärker, weil sie eine kleinere Steuerbasis haben. Im März 2005 schätzte TJN das in solche Steueroasen verlagerte Kapital wohlhabender Einzelpersonen auf 11,5 Billionen US-Dollar und das den Herkunftsländern dadurch entzogene Steueraufkommen auf jährlich 255 Milliarden US-Dollar. Hinzu kommen noch höhere jährliche Einnahmeausfälle durch multinationale Konzerne, die Steueroasen zur Scheinverbuchung von Gewinnen und zur Manipulation von internen Verrechnungspreisen benutzen.
Als Alternative zum jetzigen System der nationalen Gewinnermittlung schlägt TJN das Verfahren der Unitary Taxation (Gesamtkonzernbesteuerung) vor, bei dem zunächst der Gesamtgewinn eines internationalen Konzerns ermittelt wird, bevor dieser dann auf die Länder aufgeteilt und dort besteuert wird.

## Studie von 2012 zur Steuerflucht
2012 ergibt eine Studie des Tax Justice Network, dass den Heimatstaaten bis zu 280 Milliarden Dollar an Einkommensteuern durch Steuerflucht verlorengehen. Finanzvermögen von 21 bis 32 Billionen Dollar sei in Steueroasen angelegt.

## Schattenfinanzindex
Das TJN veröffentlicht regelmäßig den Schattenfinanzindex, in dem die Rolle von zuletzt 82 Staaten und Hoheitsgebieten als Finanzplatz für Steuervermeidung und -hinterziehung bewertet wird. Der Bericht von 2020 nennt bezüglich der beiden Aspekte Geheimhaltung und globales Gewicht die folgenden 10 bedeutendsten Orte für Schattenfinanzierung: Cayman Islands, Vereinigte Staaten, Schweiz, Hongkong, Singapur, Luxemburg, Japan, Niederlande, Britische Jungferninseln, Vereinigte Arabische Emirate. Deutschland steht in der Liste auf Platz 14.

## Veröffentlichungen
- Deutsch
  - Studie (PDF; 587 kB) von 2012 (deutsche Übersetzung)
  - Nicholas Shaxson, John Christensen und Nick Mathiason: Ungleichheit: Mehr als die Hälfte bleibt im Verborgenen (Oder warum die Ungleichheit größer ist als wir dachten) (PDF; 658 kB)
  - Dringender Nachbesserungsbedarf beim Gesetzentwurf zum automatischen Informationsaustausch Stellungnahme für die öffentliche Anhörung des Finanzausschusses des Deutschen Bundestages zum Gesetzentwurf der Bundesregierung „zum automatischen Austausch von Informationen über Finanzkonten in Steuersachen und zur Änderung weiterer Gesetze“, Drucksache 18/5920, am 2. November 2015 (PDF)
  - Auswirkungen von Steuervermeidung und Steuerhinterziehung auf die Entwicklungsländer, Stellungnahme für die öffentliche Anhörung des Finanzausschusses des Deutschen Bundestages am 20. Juni 2016, von Netzwerk Steuergerechtigkeit Deutschland und Tax Justice Network, Markus Meinzer, 17. Juni 2016 (PDF)

- Englisch:
  - Tax us if you can - 2nd Edition (PDF; 1,2 MB)
  - Tax Havens. Creating Turmoil (PDF-Datei; 3,10 MB)
  - Corporate Tax Haven Index - 2019 Results. In: corporatetaxhavenindex.org. 2019, abgerufen am 27. Juni 2020 (englisch).